# Luc Van den Bossche
Luc Karel Ghislain Van den Bossche (Aalst, 16 september 1947) is een Belgisch bestuurder en voormalig politicus voor de BSP / SP.

## Levensloop
Luc Van den Bossche promoveerde tot doctor in de rechten aan de Rijksuniversiteit Gent en was er van 1969 tot 1970 voorzitter van het Vlaams Rechtsgenootschap. Na zijn stage als advocaat aan de Gentse balie werd hij van 1972 tot 1973 docent grondwettelijk recht aan het Hoger Rijksinstituut voor Vertalers en Tolken en van 1973 tot 1974 leraar recht en sociale wetgeving in Deinze. Ook was hij van 1972 tot 1976 voorzitter van de Humanistische Bond Gent.

### Politieke carrière
Hij werd op jonge leeftijd politiek actief voor de BSP en in 1973 werd hij ondervoorzitter van de Jongsocialisten, waar hij van 1974 tot 1977 de nationale voorzitter van was. In 1977 werd hij opgenomen in het nationaal partijbureau. Samen met Karel Van Miert en Norbert De Batselier zorgde Van den Bossche na de splitsing van de BSP in 1978 voor een meer Vlaamse reflex van de SP en was hij een van de motoren van de samenwerking van de partij aan de verschillende staatshervormingen.
Van 1981 tot 1995, en opnieuw gedurende één maand na de verkiezingen van juni 1999, was hij lid van de Kamer van volksvertegenwoordigers voor het arrondissement Gent-Eeklo. In de periode december 1981-mei 1995 had hij als gevolg van het toen bestaande dubbelmandaat ook zitting in de Vlaamse Raad. De Vlaamse Raad was vanaf 21 oktober 1980 de opvolger van de Cultuurraad voor de Nederlandse Cultuurgemeenschap, die op 7 december 1971 werd geïnstalleerd, en was de voorloper van het huidige Vlaams Parlement. Bij de eerste rechtstreekse verkiezingen voor het Vlaams Parlement van 21 mei 1995 werd hij verkozen in de kieskring Gent-Eeklo. Hij bleef net geen maand Vlaams Parlementslid, tot hij op 20 juni 1995 de eed aflegde als lid van de Vlaamse regering Van den Brande IV.
Van 1989 tot 1992 was hij Gemeenschapsminister van Binnenlandse Aangelegenheden en Ambtenarenzaken. Tussen 1992 en september 1998 was hij Vlaams minister van Onderwijs en Ambtenarenzaken. In deze functie zorgde hij mee voor de invulling van de bevoegdheden die Vlaanderen bij het Sint-Michielsakkoord verwierf. In de periode 1995-98 was hij ook viceminister-president van Vlaanderen. In 1998 werd hij Minister van Binnenlandse Zaken in de federale regering-Dehaene II, in opvolging van Louis Tobback die ontslag nam na de dood van de asielzoekster Semira Adamu. Na het ontslag van Marcel Colla, tijdens de dioxinecrisis in 1999, kreeg hij ook de weinig benijdenswaardige post van Volksgezondheid.
Na de verkiezingen dat jaar zat de SP opnieuw in de federale regering en kreeg hij Ambtenarenzaken en Modernisering van de Openbare Besturen als bevoegdheid. In deze hoedanigheid startte hij het Copernicusplan. Hij bouwde in zijn ministeriële loopbaan consequent een imago op van technocraat en manager.

### Na de politiek
Na een politieke carrière van ruim twintig jaar stapte Van den Bossche na de verkiezingen van 2003 uit de politiek. Zijn dochter Freya Van den Bossche werd minister in de federale regering.
Op 27 mei 2003 werd hij voorzitter van de Associatie Universiteit Gent (AUGent). In deze hoedanigheid werd in juli 2018 hij door Anne De Paepe opgevolgd.
Op 1 september 2003 werd hij gedelegeerd bestuurder van Brussels International Airport Company (BIAC) ter opvolging van Pierre Klees. In januari 2005 werd hij tevens voorzitter van de raad van bestuur, eveneens in opvolging van Klees. Wilfried Van Assche volgde hem in november 2005 op als CEO van BIAC. Eind september 2011 stapte hij met onmiddellijke ingang op als voorzitter van Brussels Airport.
Eind september 2011 stapte hij over naar Optima, een financiële dienstverlener uit het Gentse, waar hij voorzitter werd van het directiecomité van de bankdivisie. Zijn overstap liet heel wat stof opwaaien: hoewel hij zelf ontslag had genomen, eiste hij wel een riante ontslagvergoeding. In 2015 stapte hij op als voorzitter van de bank en werd voorzitter van de raad van bestuur van Optima Global Estate, een zusterbedrijf dat actief is in de vastgoedsector. In juni 2016 nam hij daar ontslag, op het moment dat de bankzuster Optima in financiële problemen kwam en haar licentie als bank en verzekeraar kwijtspeelde. Na het faillissement van Optima werd een gerechtelijk onderzoek geopend naar onregelmatigheden en financiële wanpraktijken bij het beheer van de bank. Uit dat onderzoek bleek dat er via buitenlandse structuren in Liechtenstein, Zwitserland, Nederland en Luxemburg honderd miljoen euro zou onttrokken zijn aan de bank. In het kader daarvan besliste de raadkamer van Gent in mei 2023 Luc Van den Bossche en veertien anderen door te verwijzen naar de correctionele rechtbank. De rechtszaak start in februari 2025.
Van den Bossche werd in 2007 voorzitter van de raad van bestuur van NTGent in opvolging van Lieven Decaluwe. Onder zijn voorzitterschap werd de organisatie schuldenvrij en werd de schouwburg gerenoveerd. In mei 2020 nam hij ontslag uit deze functie.
Van 2007 tot 2016 was hij bestuurder van het Vlaams-Europees Verbindingsagentschap.

## Personalia
Van den Bossche is gescheiden van zijn vrouw Lieve Bracke (1947). Zij was secretaris van de raad van bestuur van de Universiteit Gent en leidde er de werkgroep rond de 200ste verjaardag van de universiteit. De politica Freya Van den Bossche is een dochter uit deze verbintenis. Hij was de schoonbroer van Marie-Rose Bracke, voorzitter van de Raad van State.
Luc Van den Bossche is lid van de Gentse loge Labyrint, die deel uitmaakt van de Grootloge van België.
- Library of Congress Control Number: n81030730
- Virtual International Authority File: 57931456
- WorldCat: E39PBJh8KX6PGfX7GQGfFrKmVC